# 谭瑞午
谭瑞午（1983年6月30日—），辽宁沈阳人，克罗地亚籍乒乓球运动员。他曾获得2013年欧洲乒乓球锦标赛男子双打冠军。他也曾参加2008年夏季奥林匹克运动会。

## 外部連結
- 谭瑞午在国际奥林匹克委员会的资料
- 谭瑞午在國際乒乓球聯合會的资料
- TAN Ruiwu at old.ittf.com，存档于（存檔日期 2017-01-11）
- TAN Ruiwu at ittfranking.com，存档于（存檔日期 2014-08-01）
- NBC Olympics Profile